# Boron (Dédougou)
Pour les articles homonymes, voir Boron.
Boron est une commune située dans le département de Dédougou de la province du Mouhoun au Burkina Faso.